# Olszyn
Olszyn – wieś w Polsce, położona w województwie lubelskim, w powiecie bialskim, w gminie Rokitno.
W latach 1954–1959 wieś należała i była siedzibą władz gromady Olszyn, po jej zniesieniu leżała w gromadzie Rokitno. W latach 1975–1998 miejscowość położona była w ówczesnym województwie bialskopodlaskim.
Wieś jest sołectwem w gminie Rokitno. Według Narodowego Spisu Powszechnego Ludności i Mieszkań z roku 2011 wieś miała 229 mieszkańców.
Wierni Kościoła rzymskokatolickiego należą do parafii pod wezwaniem Przemienienia Pańskiego w Malowej Górze.
W miejscowości znajduje się nieczynny cmentarz prawosławny.
| SIMC    | Nazwa       | Rodzaj    |
| ------- | ----------- | --------- |
| 1023492 | Górska Wieś | część wsi |
| 1023569 | Załuże      | część wsi |
| 1023552 | Za Wodą     | część wsi |